# Saddan Guambe
Saddan Guambe (sinh ngày 25 tháng 5 năm 1988) là một cầu thủ bóng đá người Mozambique hiện tại thi đấu ở vị trí tiền vệ cho ESM Gonfreville.